# Roadrunner Records
Roadrunner Records és una discogràfica especialitzada en grups de rock i metal.

## Història
Roadrunner Records va ser creada l'any 1980 als Països Baixos sota el nom de Roadracer Records. Inicialment es va dedicar a importar música metal nord-americana a Europa. L'any 1986 va obrir una oficina a Nova York i més tard les obriria a Anglaterra, Alemanya, França, Japó i Austràlia.
Els primers èxits de la discogràfica van venir per part del danès King Diamond i el grup canadenc Annihilator (entre els àlbums publicats del grup canadenc destaquen Alice in Hell i Never, Neverland). Roadrunner també va distribuir els primers àlbums de Metallica a la regió Escandinàvia. A finals dels anys 80 van publicar els àlbums Beneath the Remains del grup brasiler Sepultura i Slowly We Rot del grup nord-americà Obituary. Actualment aquests dos àlbums són considerats dos clàssics dins dels seus respectius gèneres.
A principis de la dècada dels 90 els èxits de la discogràfica van venir de la mà dels grups nord-americans Type O Negative, Life of Agony i Deicide. L'any 1993, l'àlbum de Sepultura Chaos A.D. va esdevenir el primer àlbum de Roadrunner a entrar a la llista Top 40 Album Chart de Billboard. L'any 2000, el grup Slipknot va ser el primer disc de la discogràfica en obtenir un disc de platí. A començaments de l'any 2001 el segell va començar a ser distribuït per Universal Music Group a través de The Island Def Jam Music Group. Aquest acord ja ha expirat.
Recentment, Roadrunner Records ha estat escollida com la «Millor Discogràfica de Metal» per part de Metal Hammer en els premis Golden Gods, distinció que va guanyar en tres anys consecutius.